# Eleonora de Viseu
Infantka Eleonora de Viseu, port. Leonor de Portugal, Leonor de Viseu, Leonor de Avis (ur. 2 maja 1458 w Beja, zm. 17 listopada 1525 w Lizbonie) – infantka Portugalii, księżniczka Viseu, królowa Portugalii jako żona króla Jana II Doskonałego.
Urodziła się jako najstarsza córka infanta Ferdynanda Portugalskiego, księcia Viseu, i jego żony-kuzynki - infantki Beatrycze Portugalskiej, księżniczki Beja. Jej ojciec był czwartym synem króla Edwarda I Aviz i królowej Eleonory Aragońskiej. Jej matka była córką infanta Jana Portugalskiego, księcia Aveiro (najmłodszego syna króla Jan I Dobrego) i jego żony-siostrzenicy Izabeli Bragançy (córki Alfonsa, pierwszego księcia Bragança).

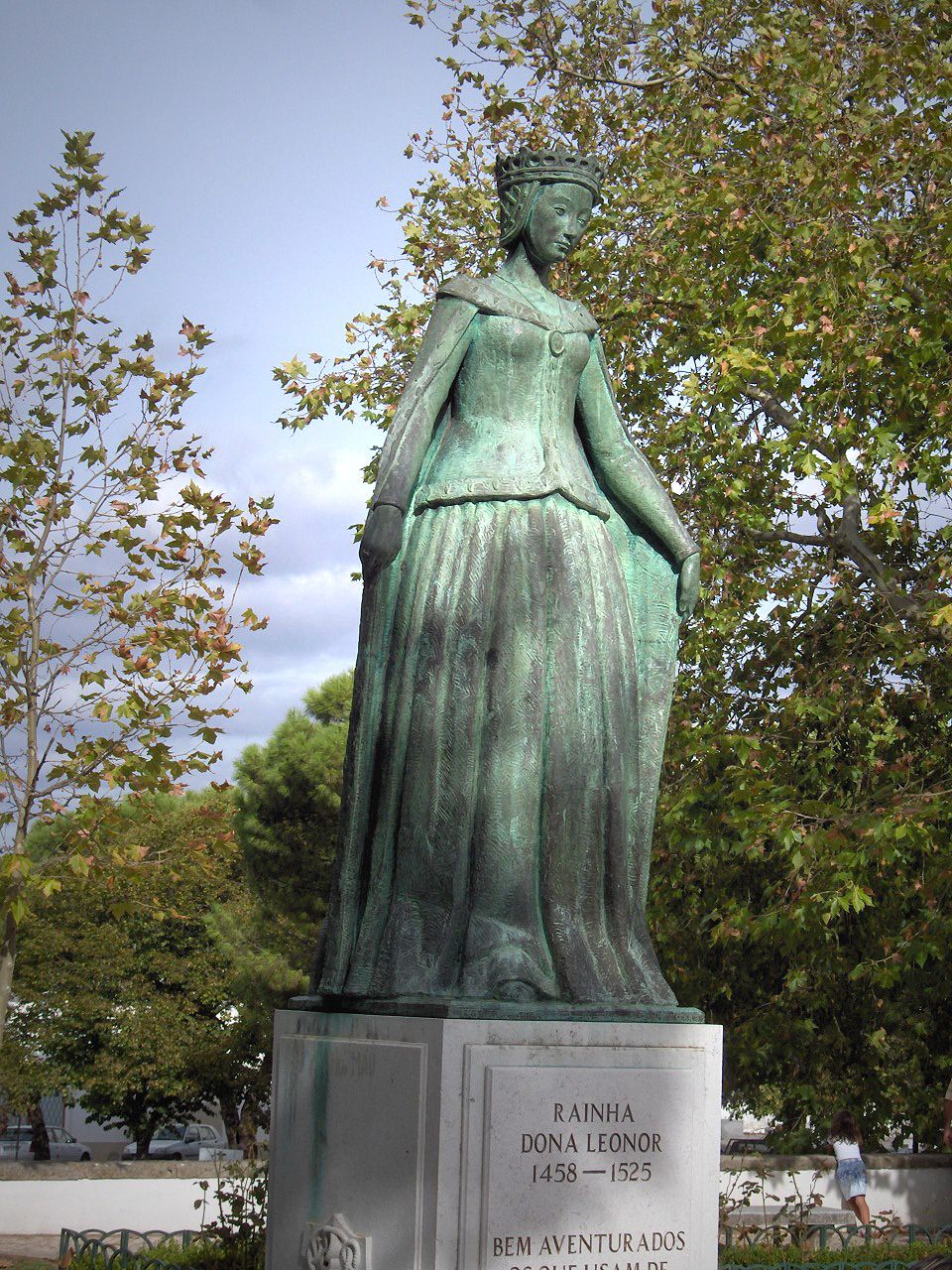
Posąg Eleonory w Beja

W styczniu 1471 Eleonora poślubiła swojego kuzyna ze strony matki i ojca - księcia Jana (João) Portugalskiego, późniejszego króla. Jan był jedynym synem (który przeżył dzieciństwo) króla Alfonsa V Afrykańczyka i królowej Izabeli de Coimbra. W momencie ślubu był on następcą tronu Portugalii. Panna młoda miała 13 lat, a pan młody - 16 lat. Para miała dwoje dzieci:
- Alfonsa, Alfonso (18 maja 1475 - 13 lipca 1491), następcę tronu, zmarłego na skutek upadku z konia, pierwszego męża Izabeli, księżniczki Asturii,
- Jana, João (1483).

Teść Eleonory zmarł 28 sierpnia 1481 i jej mąż został królem Janem II. Eleonora została królową i ufundowała nowe miasteczko - dzisiejsze Caldas da Rainha (nazwane na jej cześć, bo rainha po portugalsku oznacza królową). Eleonora i jej mąż przeżyli obu swoich synów. Jan II zmarł 25 października 1495 i uważano, że mógł zostać otruty. Nowym królem został rodzony brat Eleonory - Manuel, książę Viseu (jako Manuel I).